# جيرد بي. مولر
جيرد بي. مولر (بالألمانية: Gerd B. Müller)‏ هو أستاذ جامعي نمساوي، ولد في 17 أبريل 1953 في سالزبورغ في النمسا.
أستاذ علم الحيوان بجامعة فيينا ورئيس قسم علم الأحياء النظري. وهو رئيس معهد كونراد لورنز للبحوث التطورية والمعرفية (KLI) ويعمل في مسائل البيولوجيا النظرية لـ EvoDevo.

## حياته العلمية
درس غيرد مولر الطب وعلم الحيوان في فيينا وحصل على الدكتوراه في كلا الموضوعين. دكتوراة في الطب ودكتوراه فلسفة في علم الأحياء. في عام 1979 أصبح أستاذًا مساعدًا في علم التشريح بجامعة فيينا. بعد إجازة في جامعة دالهوزي وسنة كباحث ضيف في جامعة هارفارد، حصل على شهادة في علم التشريح وعلم الأجنة في عام 1990 وقبل الأستاذية في علم الحيوان في كلية علوم الحياة بجامعة فيينا في عام 2003. في عام 2005 أسس هناك قسم البيولوجيا النظرية ، وهو قسم مكرس للتحليل الكمي والنمذجة والتكامل النظري للعمليات التنموية.
غيرد مولر عضو في العديد من الجمعيات العلمية ومجالس التحرير والمؤسسات متعددة التخصصات. وفي عام 2012 انتخب رئيسًا للجمعية الأوروبية لبيولوجيا التغير التطوري ، خلفًا لفريتسون غاسون.

## المساهمة العلمية
نشر مولر عن التصوير النمائي، وتطور الأطراف الفقارية، وأصول حداثة النمط الظاهري، ونظرية EvoDevo ، والنظرية التطورية.
شارك مولر في تحرير كتاب "نشأة الشكل العضوي" (MIT Press، 2003) مع عالم الخلية وعلم الأحياء التطوري ستيوارت نيومان. هذا الكتاب عن تطور علم الأحياء التطوري عبارة عن مجموعة من النشرات العلمية حول الآليات التوليدية التي شاركت بشكل معقول في نشأة أشكال مختلفة من الجسم خلال الفترات المبكرة من حياة الكائن الحي. يتم إيلاء اهتمام خاص لعوامل الوراثة اللاجينية، مثل المحددات الفيزيائية والمعلمات البيئية، التي ربما أدت إلى الظهور التلقائي لأشكال مخطط الجسم والعضو خلال فترة كانت الكائنات متعددة الخلايا فيها نسبيًا لدنة الشكل. الانتقاء الطبيعي الذي يعمل على الأنماط الجينية المتغيرة، فإن مولر يقترح البعد عنه إذ أنه أنه "يحبس" مخططات الجسم.
بالمشاركة مع إيفا جابلونكا، و كيفين لالاند،  أليكس ميسودي، و ستيوارت نيومان، و ماسيمو بيغليوتشي، و كيم ستيرلني ، وجون أودلينغ-سمي، و "توبياس أولر"، وكذلك دينيس نوبل وآخرون، يعد جيرد مولر من المدافعين عن إطار عمل تطوري بديل لنظرية التطور، وقد أطلق على أحد إصداراته اسم اصطناع تطوري موسع (EES). على النقيض من التركيب الحديث، فإن النموذج الديناميكي لتطور الكائنات الحية الذي تم إتخاذه في أوائل القرن العشرين والذي ركز على عمليات التباين والتكيف ، ينصب تركيز الاتجاه الجديد "الاصطناع التطوري الموسع" على الخصائص التوليدية للتطور ، ودمج التطورات المفاهيمية من علم الأحياء التطوري، و أخذ علم الجينوميات في الاعتبار ، وكذلك علم البيئة، ومجالات أخرى. وهي تختلف عن النظرية القياسيةالقديمة في تضمينها للعمليات البناءة في التنمية، ومراعاة الديناميات المتبادلة للسببية، والتخلي عن تفسير جيني في الغالب. مجموعة من التنبؤات الجديدة والتجريبية القابلة للاختبار المشاريع الناتجة من الاصطناع التطوري الموسع .

## اقرأ أيضا
- اصطناع تطوري موسع